# Mario De Sisti
Mario De Sisti (Ferrara, 3 aprile 1941 – Ferrara, 13 maggio 2017) è stato un allenatore di pallacanestro italiano.
Nome storico ed icona della pallacanestro italiana, soprattutto a livello giovanile dove vanta la scoperta di tantissimi talenti, a distanza di anni, è ancora nel cuore dei tifosi romani, per aver portato la Virtus, ad una vittoria insperata nella Coppa Korać del 1986. È stato inoltre, tecnico di sei squadre di Serie A1.

## Carriera
Mario De Sisti esordisce nella massima serie nel 1975-76 con la Snaidero Udine. La squadra ottiene un sesto posto al termine della stagione regolare e si classifica ottava e ultima nella Poule scudetto. Nel 1976-77 viene confermato, ha la possibilità di disputare anche la Coppa Korać, ma l'8 febbraio è sostituito da Ezio Cernich.
Nel 1977-78 riparte dalla Serie B, sulla panchina della Faram Treviso, che in due anni porta in Serie A2. Ancora due anni in A2, tra il 1979 e il 1981, e Treviso è promossa in Serie A1.
Nel 1981-82 rimane in A2 e conquista la sua seconda promozione consecutiva sulla panchina della San Benedetto Gorizia. Confermato anche nella massima serie, porta la squadra all'ottavo posto e ai quarti dei play-off per lo scudetto. A quel punto, passa alla Bic Trieste, dove si classifica 12º in campionato ed esce alle qualificazioni di Coppa Korać. Nel 1984-85, la sua Stefanel Trieste si conferma al 12º posto.
Nel 1985-86 vince al quarto tentativo il suo unico trofeo internazionale, la Coppa Korać, con il BancoRoma Roma. Malgrado il successo internazionale, in campionato la squadra si classifica appena decima ed esce ai quarti dei play-off scudetto. Per un biennio, De Sisti non riesce ad allenare in continuità: è esonerato alla Berloni Torino nel 1986-87 e alla Segafredo Gorizia nel 1987-88.
Riparte così dalla Serie B d'Eccellenza ed è subito promosso con la Numera Sassari. Torna in Serie A2 grazie alla Pallacanestro Livorno: quarto nel 1989-90, lascia dopo tre partite la stagione successiva per passare alla Filodoro Napoli, in Serie A1, con cui conclude al quindicesimo posto e retrocede.
Poi va per un triennio alla Reyer Venezia: promosso nel 1991-92, mantiene la categoria l'anno dopo e lascia dopo dodici giornate nel  1993-94.
Si riaffaccia alla Serie A nel  1998-99, quando subentra a Massimo Friso sulla panchina della Mabo Pistoia, che non riesce a salvare dalla retrocessione.
Nella sua lunga carriera ha anche allenato le nazionali dell'Uruguay, la nazionale Svizzera e il club Nyon, sempre in Svizzera.
Negli ultimi anni, fino alla stagione 2015-16, è stato il responsabile tecnico della Pallacanestro 4 Torri Ferrara.
È morto nella sua città natale il 13 maggio 2017, all'età di 76 anni, per problemi respiratori connessi ad una grave malattia che lo aveva colpito tempo prima.

## Palmarès
- Coppa Korać: 1

Virtus Roma: 1985-86
- Promozioni in Serie A1: 3

Pall. Treviso: 1980-81; Ginnastica Goriziana: 1981-82; Reyer Venezia: 1991-92
- Promozioni in Serie A2: 2

Pall. Treviso: 1978-79; Dinamo Sassari: 1988-89